# Primidon
Primidon (Desoxyphenobarbital) ist ein krampflösender Arzneistoff aus der Gruppe der Antikonvulsiva, der zur Dauerbehandlung bestimmter Formen von Epilepsie eingesetzt wird. Primidon ist ein Prodrug, das im Körper zumindest teilweise zu Phenobarbital verstoffwechselt wird.

## Wirkmechanismus
Nach seiner Aufnahme in den Körper wird Primidon schnell zu Phenobarbital und Phenylethylmalonamid verstoffwechselt. Primidon und sein Metabolit Phenobarbital wirken über eine Verstärkung der GABAergen Hemmung an der Barbiturat-Bindungsstelle des GABAA-Rezeptors. Der weitere Metabolit Phenylethylmalonamid spielt eine untergeordnete Rolle.

## Anwendungsgebiete
Aufgrund des ungünstigen Nebenwirkungsprofils wird Primidon mittlerweile im Wesentlichen als Reservemedikament für sonst therapieresistente herdförmige und generalisierte tonisch-klonische Anfälle eingesetzt. Auch bei myoklonischen Anfällen kann es bei Versagen der Mittel der ersten Wahl angewendet werden. Primidon ist Mittel der 2. Wahl bei essentiellem Tremor.

## Nebenwirkungen
Dosisabhängig kommt es zu Müdigkeit, Verlangsamung, Schwindel, Verschwommensehen, Gleichgewichtsstörungen und Depression. Dosisunabhängige allergische Hautausschläge sind in etwa 5–10 % der Fälle beschrieben. Bei chronischer Einnahme kann es zu kognitiver Beeinträchtigung, Verhaltensstörungen, depressiver Verstimmung und Konzentrationsstörungen kommen, außerdem zu Störungen des Calcium-Stoffwechsels mit Knochenerweichung, Veränderungen der Blutbildung und des Bindegewebes. Des Weiteren können aufgrund der enzyminduzierenden Wirkung Wechselwirkungen mit vielen anderen Medikamenten auftreten. Insbesondere bei gleichzeitiger Anwendung von hormonellen Verhütungsmitteln kann deren Wirkung beeinträchtigt sein.

## Handelsnamen
Monopräparate
Mylepsinum (D), Mysoline (A, CH), Generikum (D), Liskantin (D) 